# Stazione di Reggio San Lazzaro
La stazione di Reggio San Lazzaro è una stazione ferroviaria di Reggio nell'Emilia. È capolinea della ferrovia Reggio Emilia-Guastalla.
È gestita da Ferrovie Emilia Romagna (FER).

## Strutture e impianti
La fermata è dotata di tre binari, serviti da marciapiedi alti (55 cm), che consentono l'incarrozzamento a raso. È presente un sottopasso che, oltrepassando la ferrovia Milano-Bologna, consente di raggiungere il campus San Lazzaro dell'Università degli Studi di Modena e Reggio Emilia.
Il sistema di informazioni ai viaggiatori è esclusivamente sonoro, senza tabelloni video di stazione.

## Movimento
La stazione è servita da treni regionali svolti da Trenitalia Tper nell'ambito del contratto di servizio stipulato con la regione Emilia-Romagna.
A novembre 2019, la stazione risultava frequentata da un traffico giornaliero medio di circa 79 persone (31 saliti + 48 discesi).